# Juan de Solórzano Pereira
Pour les articles homonymes, voir Solórzano (homonymie) et Pereira.
Juan de Solórzano y Pereyra (Madrid, 1575 - 1655) était un juriste espagnol, éminent spécialiste du droit indiano. 
Perpétuant la tradition familiale ― son père notamment était avocat près les Conseils royaux ―, il fit des études de droit à l’université de Salamanque, puis poursuivit pendant 12 ans une carrière de juriste dans cette même université, devenant dès 1599 titulaire de la chaire de Prima de Leyes.
Par disposition royale de Philippe III d'Espagne, il fut nommé en 1609 auditeur de la Real Audiencia de Lima. En 1616, le vice-roi du Pérou, qui était alors Francisco de Borja y Aragón, prince d’Esquilache, le désigna gouverneur et visiteur des mines de Huancavelica, fonction qu’il accomplit pendant plus d’un an. À son retour, il remplit à nouveau l’office d’auditeur de l’Audiencia de Lima jusqu’en 1627, année où, alléguant des raisons personnelles, il sollicita son retour à la métropole, ce qui lui fut accordé par cédule royale. En février de l’année suivante, il fut nommé contrôleur au Conseil des Finances, et peu après contrôleur au Conseil des Indes, pour être ensuite, en octobre 1629, promu conseiller de cette institution royale. En 1640, le roi Philippe IV le distingua du titre de chevalier de l’Ordre de Santiago et lui octroya la charge de Conseiller du Conseil suprême de Castille, charge que cependant il ne put exercer à vie en raison de sa surdité progressive, qui finira par le contraindre à la retraite.